# The Terminator
The Terminator (Nederlandse titel: De uitroeier) is een Amerikaanse sciencefictionfilm uit 1984 geregisseerd door James Cameron. De hoofdrollen worden vertolkt door Arnold Schwarzenegger, Michael Biehn en Linda Hamilton.

## Verhaal
Het thema van het verhaal is de strijd om de heerschappij over de aarde tussen mens en machine, die in de toekomst plaatsvindt. De leider van de machines is een geavanceerde supercomputer genaamd Skynet, die door de Amerikaanse Defensie is ontwikkeld met als doel de mens uiteindelijk te kunnen vervangen op het slagveld. Via een geavanceerde microchip, ontwikkeld door het Amerikaanse bedrijf Cyberdyne Systems, kan deze supercomputer zelfstandig beslissingen nemen op het slagveld terwijl hij in staat is om tegelijkertijd gemaakte beslissingen te onthouden.
In augustus 1997 wordt Skynet echter zelfbewust en begint het met de uitroeiing van de mens door middel van diverse robots waarvan de titanium infanterist, de "T-800", de bekendste is. Gedurende de strijd tegen de mens, die in de toekomst plaatsvindt, blijkt de mens echter moeilijk te vernietigen. Dit komt doordat de mens wordt aangevoerd door een tactisch slimme en charismatische leider: John Connor, geboren in 1985. Dankzij hem behoudt de mens het vertrouwen en geloof om de oorlog te kunnen winnen en blijft hij ook continu de verzetsstrijd tegen de machines voortzetten. Maar dan komt Skynet met een nieuwe strategie. De machines hebben de beschikking gekregen over een tijdmachine, en sturen een cybernetisch organisme (cyborg), een Terminator (Arnold Schwarzenegger) terug in de tijd om de moeder van John, Sarah Connor (Linda Hamilton), te vermoorden. Ze willen hiermee voorkomen dat vrijheidsstrijder John ooit geboren zou worden, zodat zij in de toekomst de oorlog tegen de mensen kunnen winnen.
Deze cyborg heeft de uiterlijke kenmerken van een mens en beschikt over de mogelijkheid de stem van mensen te kopiëren zodat infiltratie in een menselijk kamp makkelijker verloopt. De mensen van het verzet uit de toekomst weten de tijdmachine echter te stelen van Skynet en sturen vervolgens de verzetsstrijder Kyle Reese (Michael Biehn) terug in de tijd om er voor te zorgen dat de Terminator mislukt in zijn opzet. Kyle slaagt erin om Sarah op te sporen en haar te beschermen tegen de Terminator. Gedurende het verblijf van Kyle Reese in 1984 wordt hij echter verliefd op Sarah, waarna de twee de nacht samen door brengen en seks hebben met elkaar.
De Terminator zit Kyle en Sarah voortdurend op de hielen en doodt en vernietigt alles en iedereen wat zijn pad kruist. Zijn krachten zijn dan ook bovenmenselijk en niets lijkt hem te kunnen deren. In een achtervolging met een tankauto wordt de Terminator verzwolgen in een allesvernietigende benzine-explosie, maar de machine weet van geen wijken en blijft het tweetal achtervolgen. Ze vluchten een fabrieksgebouw in (in de vervolgfilm Terminator 2: Judgment Day blijkt dat dit de fabriek is van Cyberdyne Systems Corporation) waar Kyle met zijn laatste krachten een explosief tussen de metalen delen van de Terminator weet te steken alvorens te overlijden aan zijn verwondingen. De Terminator spat uit elkaar en lijkt overwonnen. Sarah raakt gewond door de rondvliegende onderdelen en trekt een stuk metaal uit haar dijbeen. Wederom komt de Terminator tot leven en met alleen nog een romp en anderhalve arm sleept hij zich voort achter Sarah aan. Uiteindelijk kruipt ze door een drukpers heen hopende dat de Terminator -wat er nog rest van de cyborg- haar volgt. Hij doet dit en tekent hiermee zijn doodsvonnis. Sarah kruipt eruit en drukt op de knop waarbij ze zegt: You're terminated, fucker! De twee delen van de pers drukken zich samen en pletten daarbij de Terminator wat leidt tot de onomkeerbare deactivatie van de cyborg. Enige tijd later arriveren politie en hulpdiensten bij de fabriek, waarbij de gewonde Sarah in een ambulance en Kyle in een lijkzak worden weggevoerd.
Een aantal maanden later is Sarah inmiddels opgeknapt en reist met haar auto door het land. Ze blijkt zwanger. Saillant detail is dat Kyle Reese de vader is van haar baby, de toekomstige John Connor. Sarah, die inmiddels weet dat haar nog ongeboren zoon voorbestemd is tot grote daden, reist uiteindelijk af in de richting van New Mexico.

## Rolverdeling
| Acteur                | Personage                                  |
| --------------------- | ------------------------------------------ |
| Arnold Schwarzenegger | The Terminator                             |
| Linda Hamilton        | Sarah Connor                               |
| Michael Biehn         | Kyle Reese                                 |
| Paul Winfield         | Inspecteur Ed Traxler                      |
| Lance Henriksen       | Rechercheur Hal Vukovich                   |
| Bess Motta            | Ginger Ventura                             |
| Earl Boen             | Dr. Peter Silberman                        |
| Rick Rossovich        | Matt Buchanan                              |
| Dick Miller           | Bediende wapenwinkel                       |
| Shawn Schepps         | Nancy, Sarah's collega                     |
| Bruce M. Kerner       | Bureau-agent                               |
| Franco Columbu        | Toekomst Terminator                        |
| Bill Paxton           | Punkerleider                               |
| Brian Thompson        | Punker                                     |
| Brad Rearden          | Punker                                     |
| Joe Farago            | Nieuwslezer                                |
| Marianne Muellerleile | Andere Sarah Connor                        |
| Anthony Trujillo      | Mexicaanse jongen die foto maakt van Sarah |
| Tony Mirelez          | Pompbediende                               |

## Achtergrond

### Productie
James Cameron kreeg volgens eigen zeggen het idee voor de film door twee afleveringen van de televisieserie The Outer Limits - "Soldier" en "Demon with the Glass Hand", beide geschreven door sciencefictionauteur Harlan Ellison.
In Camerons oorspronkelijke idee voor de film was de Terminator een kleine onopvallende man, die makkelijker op kon gaan in zijn omgeving. Daarom was zijn eerste keuze voor de rol Lance Henriksen. O.J. Simpson was ook een kandidaat voor de rol, maar Cameron vond hem niet geschikt. Schwarzenegger kreeg eerst de rol van soldaat Reese aangeboden, maar al snel beseften de producers dat hij geschikter was als de Terminator. Daarom veranderde Cameron de Terminator naar een grote gespierde man.
Michael Biehn was ook kandidaat voor de rol van de Terminator, maar kreeg uiteindelijk de rol van Kyle Reese. Hij werd bijna niet aangenomen voor de rol omdat hij zijn auditie met een zwaar zuidelijk accent deed. De producers wilden niet dat te horen zou zijn dat Reese locatiegebonden zou overkomen. Later werd hij alsnog aangenomen.
De productie zou oorspronkelijk van start gaan in de lente van 1983, in Toronto. Maar nadat Dino De Laurentiis Schwarzenegger een rol aanbood in de film Conan the Destroyer, werden de opnames uitgesteld naar maart 1984.
Het geluid van de film is mono. Het budget was niet toereikend voor een stereo geluidsspoor. Het klassiek geworden metaal-op-metaal-geluid in de film werd gemaakt door Brad Fiedel die met een gietijzeren koekenpan tegen een microfoon aan sloeg. De auto-achtervolgingen zijn op normale snelheid opgenomen en daarna lichtelijk versneld. Om het gevoel van snelheid te vergroten reden naast de filmauto andere auto's mee met ronddraaiende lichten. Zodoende leek het alsof de gefilmde auto sneller langs lichtbronnen reed dan werkelijk het geval was. In de scène waarin de Terminator met zijn vuist door een autoruit slaat, wordt gebruikgemaakt van een hydraulische piston, omdat autoglas veel te stevig is om zelf doorheen te slaan. Cameron gebruikte dit idee opnieuw in het gevecht tussen de Terminator en T-1000 in het vervolg Terminator 2: Judgment Day.

### Thema's
Ook al is een centraal thema van de film het tijdreizen, toch weet het script handig de valkuilen te omzeilen die te maken hebben met de paradoxen die dat met zich meebrengt. Zoals: kán ik wel mijn moeder doden als ik terugga in de tijd? Wat gebeurt er als ik mezelf tegenkom, is dat überhaupt mogelijk?
De "expositie" (uitleg) van de ingewikkelde tijdreis-theorieën en hun paradoxen wordt alleen in hoofdlijnen uiteengezet en dan nog uitsluitend door Reese, in zeer beknopte vorm tijdens een zenuwslopende auto-achtervolging. Hiermee omzeilt de film handig eventuele kritische vragen die men over die theorieën zou kunnen hebben; de kijker is te zeer afgeleid door de spanning van het moment en de rondvliegende kogels. Er wordt weinig tijd gegund om bij deze zaken stil te staan.
Het beeld in de film van de nabije toekomst (40 jaar later, rond het jaar 2020) is nogal negatief. Skynet komt voort uit een zelfdenkend computersysteem (kunstmatige intelligentie, ofwel AI). Dit systeem neemt uiteindelijk alles wat mechanisch is over, en het stelt zichzelf tot doel de gehele mensheid uit te roeien. Dit resoneerde met de gevoelens uit de jaren 80 van de vorige eeuw, het doemdenken en de restanten van het Koude Oorlog-gevoel.
De film heeft ook grappige elementen, bedoeld en onbedoeld, zoals de typische jaren-tachtig-aankleding van de film (de inrichting van Club TechNoir, de kleding van Sarah en haar vriendin, gespeeld door Bess Motta). Deze dingen verlenen wat luchtigheid in wat verder een loodzwaar verhaal had kunnen zijn.

### Verwijderde scènes
Er zijn verschillende scènes uit de film geknipt, maar ze zijn wel beschikbaar op de dvd. Een van deze scènes gaat over het plan om Cyberdyne te vernietigen. Dit plot werd later alsnog gebruikt in de tweede film.

### Ontvangst
The Terminator werd gemaakt met een budget van amper 6,5 miljoen dollar. De film werd echter een groot succes, en bracht wereldwijd meer dan 78 miljoen dollar op.
De film kreeg bijna overal positieve reacties. Voor een B-film werd er volgens critici verbazend effectief geacteerd.
Deze film betekende de doorbraak voor regisseur James Cameron die later nog grote filmproducties maakte zoals Aliens en Titanic. Velen beschouwen Terminator als zijn beste werk, met Aliens en Terminator 2: Judgment Day als goede opvolgers.
Ook Arnold Schwarzeneggers status als actieheld werd met deze film bevestigd.

### Filmmuziek
Originele editie
1. "The Terminator: Theme" (4:30)
2. "Terminator Arrival" (3:00)
3. "Tunnel Chase" (2:50)
4. "Love Scene" (1:15)
5. "Future Remembered" (2:40)
6. "Factory Chase" (3:50)
7. "You Can't Do That" (Tahnee Cain, Tryanglz) (3:25)
8. "Burnin' in the Third Degree" (Tahnee Cain, Tryanglz) (3:38)
9. "Pictures of You" (Jay Ferguson, Sixteen Millimeter) (3:58)
10. "Photoplay" (Tahnee Cain, Tryanglz) (3:30)
11. "Intimacy" (Linn VanHek) (3:40)

Definitieve editie
1. "Theme from The Terminator"
2. "The Terminator Main Title"
3. "The Terminator's Arrival"
4. "Reese Chased/Listen Listen"
5. "Sarah on Her Motorbike"
6. "Gun Shop/Reese In Alley"
7. "Sarah in the Bar"
8. "Tech Noir/Alley Chase"
9. "Garage Chase"
10. "Arm & Eye Surgery"
11. "Police Station/Escape from Police Station"
12. "Future Flashback/Terminator Infiltration"
13. "Conversation by the Window/Love Scene"
14. "Tunnel Chase"
15. "Death by Fire/Terminator Gets Up"
16. "Factory Chase"
17. "Reese's Death/Terminator Sits Up/You're Terminated!"
18. "Sarah's Destiny/The Coming Storm"
19. "Theme from the Terminator (August 29th, 1997: Judgment Day Remix)"

### Vervolgen
Na het succes van The Terminator verschenen in 1991 het vervolg Terminator 2: Judgment Day en later, in 2003 nog Terminator 3: Rise of the Machines. Hoofdrolspeler Arnold Schwarzenegger was inmiddels verkozen tot gouverneur van de staat Californië bij de start van het filmen van deel 3. In 2009 is het vierde deel met de titel Terminator Salvation verschenen. Het is niet Arnold Schwarzenegger die de hoofdrol speelt, maar de acteur Christian Bale. In 2015 kwam Terminator Genisys uit, mét Schwarzenegger. In 2019 kwam het laatste deel tot nu toe uit, Terminator: Dark Fate uit, ook mét Schwarzenegger en Linda Hamilton als Sarah Connor.

## Prijzen en nominaties
| jaar | prijs                           | categorie                               | genomineerde(n)               | uitslag     |
| ---- | ------------------------------- | --------------------------------------- | ----------------------------- | ----------- |
| 1985 | Saturn Award                    | Beste make-up                           | Stan Winston                  | gewonnen    |
| 1985 | Saturn Award                    | Beste sciencefictionfilm                | -                             | gewonnen    |
| 1985 | Saturn Award                    | Beste script                            | James Cameron, Gale Anne Hurd | gewonnen    |
| 1985 | Saturn Award                    | Beste acteur                            | Arnold Schwarzenegger         | genomineerd |
| 1985 | Saturn Award                    | Beste actrice                           | Linda Hamilton                | genomineerd |
| 1985 | Saturn Award                    | Beste regisseur                         | James Cameron                 | genomineerd |
| 1985 | Saturn Award                    | Beste muziek                            | Brad Fiedel                   | genomineerd |
| 1985 | Avoriaz Fantastic Film Festival | Grand Prize                             | James Cameron                 | gewonnen    |
| 2001 | Video Premiere Award            | Best DVD Menu Design                    | -                             | genomineerd |
| 2001 | Video Premiere Award            | Best Original Retrospective Documentary | Van Ling                      | genomineerd |

## Trivia
- "I'll be back" is de bekendste filmzin van Schwarzenegger en komt uit deze film. De Terminator spreekt de zin uit wanneer hij (met donkere zonnebril op) navraag doet aan een loket van een klein politiebureau naar Sarah Connor. De dienstdoende agent wimpelt de Terminator af. Deze kijkt nog eens goed om zich heen, spreekt de beroemde woorden "I'll be back" uit, verlaat het bureau om even later met een auto dwars door de voorpui weer naar binnen te rijden. De Terminator vernietigt vervolgens alles en iedereen in het bureau.
- Schwarzeneggers stem is in exact 16 regels te horen, in 17 gesproken zinnen.
- De Terminator draagt een zonnebril van het merk Gargoyle.